# Självskadebeteende

Andelen fall av självskador, rapporterade av myndigheter, i världen år 2004 per 100 000 invånare.

Självskadebeteende (även icke suicidalt självskadebeteende, engelska: nonsuicidal self-injury, NSSI eller deliberate self-harm, DSH) är ett självdestruktivt beteende som innebär att avsiktligt och upprepade gånger utsätta sig för självskada. Självskadebeteende skiljer sig från självmordsförsök genom att det inte finns någon (medveten) avsikt att avsluta sitt liv. Att medvetet skada sig själv känslomässigt kallas självdestruktivt beteende. Ingetdera är någon psykisk diagnos, utan ingår som symtom på flera psykiska störningar.

## Former av självskadebeteende
Självskadebeteende innebär att utsätta sig själv för smärta genom att till exempel skära, bränna, förgifta, bryta fingrar och tår, slå sig själv, dunka huvudet i väggen, och så vidare. Närmare nio av tio som vårdades på sjukhus i Sverige för självdestruktivt beteende under 2011 hade skadat sig själv genom förgiftning, till exempel med läkemedel. Det förekommer även att som ett självskadebeteende få läkare eller tandläkare att utföra onödiga kirurgiska ingrepp. Som ett exempel nämner Görel Kristina Näslund i boken Borderline personlighetsstörning: uppkomst, symptom, behandling, prognos en kvinna som åt cigaretter för att få bli magpumpad. Många med självskadebeteenden saknar dock uppsåt att skada sig själva så mycket att det uppstår behov av att söka sjukvård.

## Historia
Självskadebeteende har rapporterats genom stora delar av historien men har på senare tid blivit allt mer belyst genom media och forskning. Karl Menninger beskrev på 1930-talet några fall som han kallade "handledsskärandesyndrom" (wrist cutting syndrome).

## Förekomst
Förekomsten för beteendet varierar stort bland studier, alltifrån 4–5,9 procent hos vuxna samt 5,5–42 procent hos ungdomar. I enkäter till svenska skolungdomar svarade 35–40 procent att de skadat sig själva, och 15–20 procent att de gjort det vid minst fem tillfällen. Olika bedömningsmetoder skiljer sig, och vissa täcker ett brett spektrum av NSSI-handlingar, vilket ökar prevalensen. På samma sätt ökar prevalensen om man inkluderar lättare former av NSSI, såsom att riva/pilla på ett sår eller bita sig i läppen.
År 2014 skadade sig 1 384 elever i Sverige så allvarligt att de måste vårdas på sjukhus. Det finns risk för mörkertal eftersom inte alla ungdomar söker hjälp efter att ha skadat sig själva. Självskador förekommer betydligt oftare bland ungdomar och unga vuxna, jämfört med övriga vuxna. Vanligast är att självskadebeteendet debuterar vid cirka 12–14 års ålder och förekomsten är som högst under ungdomsåren för att sedan minska i vuxen ålder.
Självskador är vanligare bland flickor än bland pojkar och debuterar vanligen vid cirka 12 till 14 års ålder.

## Symtom på många diagnoser
Beteendet beskrivs ofta i media, men är ingen egen diagnos i den standardiserade diagnosmanualen ICD-10. DSM-5 har förutom som symptom vid ett antal diagnoser, även beskrivit självskadebeteende som en egen diagnos. Det råder ingen fullständig samsyn om frågan huruvida självskadebeteende mer eller mindre alltid är en egen diagnos eller ett symtom på en annan psykisk störning. Betraktas det som en egen diagnos uppträder det i så fall ofta med andra diagnoser.
Självskadebeteende förekommer vid ett flertal psykiska diagnoser, såsom masochism, posttraumatiskt stressyndrom, dissociativa störningar, bipolär sjukdom, psykos, uppförandestörning, hjärnskador, histrionisk personlighetsstörning, borderline personlighetsstörning, antisocial personlighetsstörning, tourettes syndrom, utvecklingsstörning, depression och autismspektrumstörning. Det kan även förekomma vid intag av amfetamin och hos fångar på fängelser. Det finns ett påvisat samband mellan ätstörningar och självskadebeteende - de som lider av ätstörningar har ofta också självskadebeteende och vice versa.
Att tvångsmässigt rycka ut hår (trikotillomani), tvångsmässigt dra loss skinnbitar (dermatillomani), eller nagelbitning kan även i vardagligt tal anses för självskadebeteende, men räknas normalt inte in. Inte heller ätstörningar eller substansmissbruk gör det, men kan också ses i samma ljus.

## Beroende
Självskadebeteende har jämförts med ett beroende. Exempelvis nämns i en sådan jämförelse: en tendens hos en del självskadande personer att inte kunna stå emot sina impulser till att skada sig; att en del upplever en ökad spänning i kroppen där det upplevs som om det enda sättet att få stopp på det är självskada; att frekvensen och allvarlighetsgraden i självskadebeteendet ökar för att personen ska uppnå samma effekt. Det saknas dock empiriska studier på om självskadebeteende är beroendeframkallande.

## Behandling och hantering
I  flera studier framkommer behovet av en tydlig, flexibel och individanpassad vård som planeras tillsammans med den som uttrycker ett självskadebeteende. Vidare framkommer behovet av tillräckligt med tid och att det finns tillgång till olika behandlingsinsatser och meningsfulla aktiviteter.
I en SBU-rapport från 2015 fann man ett antal förbättringspunkter inom svensk sjukvårds sätt att bemöta individer med självskadebeteende.
- Vårdens omhändertagande av personer med självskadebeteende och attityderna bland vårdpersonal kan förbättras betydligt. God kontakt mellan vårdpersonal och vuxna personer med självskadebeteende, som också innehåller med inflytande, kontinuitet och respekt kan vara avgörande för det fortsatta omhändertagandet.[6]
- I de fall som gränssättning eller tvångsåtgärder används är det särskilt viktigt att det genomförs på ett respektfullt sätt.[6]
- Det är viktigt att ungdomar med självskadebeteende kan berätta om detta för personer i sin omgivning som kan ge stöd.[6]
- Det finns en risk för att ansvaret för att hjälpa personer med självskadebeteende hamnar mellan stolarna.[6]

## Orsaker till självskadande utan avsikt att dö
Det finns åtskilliga orsaker till varför personer utövar självskadebeteende. Det är svårt att fastställa någon enhetlig anledning då det vanligtvis är mycket individuellt. Trots den ökade kunskapen om att självskadebeteende förekommer är det oklart just varför vissa människor skadar sig själva. Det finns många olika teorier som försöker förklara och kategorisera självskadebeteende, men man har ännu inte kommit överens om hur man bäst beskriver beteendet.
Beteendet att vilja skada sig själv har sedan millennieskiftet alltmer uppmärksammats såväl inom skola och sjukvård som av massmedia och samhället i stort. Då beteendet både kan vara mycket svårt att förstå och väcker en hel del känslor kan det för både lekmän och yrkesverksamma inom till exempel hälso- och sjukvården upplevas som provocerande.
Självskadebeteende kan vara ett sätt för den självskadande att bryta dissociativa upplevelser, känna kontroll eller reglera känslor. I en studie gjord 1969 med 62 kvinnor med borderline personlighetsstörning hade 41 av dessa ett självskadebeteende. Hos dessa var den vanligaste formen av självskadebeteende att skära sig själv. Hälften av de självskadande sa att det var viktigt för dem att se blodet rinna. De uppgav olika anledningar till att de skadade sig själva, varav de vanligaste nämnda orsakerna var: att minska ångest eller förtvivlan; konkretisera en inre diffus smärta i konkret fysisk smärta; straffa sig själv; minska tomhetskänslor; uttrycka vrede; hämnas på någon; känna kontroll; distrahera sig själv från jobbiga minnen; eller känna sig verklig.
Hill et al., (2011) hänvisar till Connors (1996) där han föreslår att funktionerna kan delas upp i fyra kategorier: återskapande av barndomstrauma (återupplevande), uttryck av känslor och behov, rationalisering av sig själv, och hantering av dissociativa processer. McKenzie et al., (2014) vill dock dela upp det i fem kategorier: ett alternativ till mer plågsamma situationer, förändra ens sociala omgivning, avstyra negativa tankar och känslor, ändra sin syn på en själv, samt en metod att sätta igång olika psykofysiologiska reaktioner, till exempel ändring i endogena opiater.

### Personlig historik
Taliaferro et al., (2012) utför en anonym enkätundersökning på 61 330 studenter i Minnesota, USA för att försöka urskilja faktorer hos tonåringar med ett självskadebeteende. I deras studie kommer de fram till att hopplöshet, ångest, depression och misshandel medför högst risk för självskadebeteende. Andra källor påvisar samband med sexuella övergrepp, samt psykiska och övriga fysiska övergrepp som riskfaktorer.

### Kommunikation
Vikten av kommunikation, eller snarare bristen på densamma, tas ofta upp i samband med självskadebeteende. Självskadebeteende förklaras i vissa fall både objektivt och subjektivt som ett sätt att kommunicera där det inte finns ord som räcker till eller då det inte finns något annat sätt att visa hur man faktiskt mår. Svårigheten att, i ord, berätta och prata om ens situation.

#### Självbild
Många självskadande personer pratar om att självskadandet ingår i ett komplex av klander mot sig själv. En anledning till att de tillgriper självskadebeteende är då personen anser sig förtjäna att bli straffad, ett hat emot en själv.
Skam- och skuldkänslor är vanliga känslor som personer vill komma undan och fly ifrån, då ser de självskadebeteende som ett hjälpmedel. När man känner på sig att man har gjort någonting fel, man har kanske svikit sig själv och personer i sin omgivning, attackerar vissa personer sig själva i ett försök att antingen fly undan dessa känslor eller att rätta till situationen. Ifall de straffar sig själv har de, på något plan, återfått sin självbild efter att de svikit sina egna principer..
När de bestämmer sig för att exempelvis skära sig själv kan de inleda en process där de bryter ner sin egen självbild, till en självbild där de endast ser sig som något kroppsligt. Man är inte längre någon individ med ansvar, sociala relationer eller skyldigheter, utan endast ett objekt av kött och blod. De lyfter bort eventuella ansvar, plågsamma känslor och tankar.

#### Distrahering
En förklaring och orsak till användandet av självskadebeteende är att genom dess utförande så kan de förleda uppmärksamhet från smärtsamma känslor och tankar. De tvingas att fokusera på någonting annat som är orelaterat till sin plåga. De byter ut psykiskt lidande till fysisk smärta. I andra fall förklarar personer med självskadebeteende handlingen med att de vill känna någonting, även om det är smärta.

### Påverka omgivningen
Att utföra självskadebeteende kan vara ett försök att förändra sin sociala omvärld. När ens omgivning får reda på att personen skadar sig själv framkallar detta ofta ett mer omsorgsfullt beteende. Detta är grunden till det vanliga tankesättet att de behöver uppmärksamhet och att det är ett rop på hjälp.

## Förebyggande åtgärder
Det råder stor osäkerhet om vilka behandlingar som är mest effektiva för personer som skadar sig själva.
När självskadebeteendet blivit nästan enda sättet för en ung människa att hantera känslomässiga svårigheter behöver de behandling, till exempel kognitiv beteendeterapi eller dialektisk beteendeterapi.
Internationellt har program som syftar till att förebygga olika former av psykisk ohälsa hos barn och ungdomar blivit allt mer efterfrågade. Det finns två skolbaserade program som möjligen kan förebygga självskadebeteende i form av självmordsförsök, enligt en genomgång av den samlade forskningen på området. Programmen riktar sig till alla elever i klasserna. Ett av dem (Good Behavior Game) syftar till att förstärka positiva beteenden och attityder mellan skolelever och lärare. Det ges på lågstadiet under ett till två år. Det andra programmet är specifikt utvecklat för att förebygga självmord (Youth Aware of Mental Health). Det ges på högstadiet och består huvudsakligen av fem timmars interaktiva övningar.

## Terminologi
Det saknas internationell konsensus om hur självskadebeteende ska klassificeras och definieras. Det finns dock två begrepp som dominerar; non-suicidal self-injury (NSSI) som oftast används i Kanada och USA samt begreppet deliberate self-harm (DSH) som är mest förekommande i Europa och Australien.
DSH omfattar alla självinitierade destruktiva beteenden men tar per definition inte hänsyn till vilken avsikt som driver beteendet. DSH inkluderar följaktligen beteenden som ingår inom NSSI men också handlingar som kan resultera i suicid. Självskadebeteenden kan vara direkta eller indirekta. Ett exempel på indirekta självskadebeteenden är risktagande beteenden.